# Egidio Mauri
Egidio Mauri, O.P., italijanski rimskokatoliški duhovnik, škof in kardinal, * 9. december 1828, Montefiscone, † 13. marec 1896.

## Življenjepis
24. septembra 1853 je prejel duhovniško posvečenje pri dominikancih. 22. decembra 1871 je bil imenovan za škofa Rietija; škofovsko posvečenje je prejel 14. januarja 1872. 1. junija 1888 je bil imenovan za škofije Osima e Congolija in 12. junija 1893 za nadškofa Ferrare.
18. maja 1894 je bil povzdignjen v kardinala in imenovan za kardinal-duhovnika S. Bartolomeo all'Isola; 2. decembra naslednje leto je bil postavljen še na en kardinalsko-duhovniški položaj - S. Maria sopra Minerva.
Umrl je 13. marca 1896.